# Distretto di Şavşat
Il distretto di Şavşat (in turco Şavşat ilçesi) è uno dei distretti della provincia di Artvin, in Turchia.